# Illice barnesi
Illice barnesi là một loài bướm đêm thuộc phân họ Arctiinae, họ Erebidae.